# Чарторыйский, Александр Фёдорович
Александр Фёдорович Чарторыйский (? — 1571) — военный и государственный деятель Великого княжества Литовского, западнорусский православный магнат, князь Чарторыйский (1542—1571), первый воевода волынский (1566—1571). Потомок великого князя литовского Гедимина в VII колене.

## Биография
Представитель княжеского рода Чарторыйских герба «Погоня». Старший сын Фёдора Михайловича Чарторыйского (? — 1542), князя на Чарторыйске и Клевани, старосты луцкого (1527—1542), от брака с княжной Софией Андреевной Сангушко. Младший брат — Иван Фёдорович Чарторыйский (? — 1567), князь Клеванский (1547—1567).
Участник многочисленных битв с крымскими татарами. Впервые упоминается в 1527 году, когда сражался в составе литовской армии под командованием гетмана великого литовского, князя Константина Ивановича Острожского, против крымской орды в битве на реке Ольшаница. Его военная служба продолжалась до 1542 года, получил похвалу от короля польского и великого князя литовского Сигизмунда І Старого.
С 1542 года князь Александр Чарторыйский прекратил военную службу, часто фигулировал в судебных записях, где рассматривались имущественные тяжбы.
В июне 1547 года Александр с младшим братом Иваном завершили процесс раздела отцовского княжества. Александр получил Чарторыйск и Литовеж, а Иван — Клевань. Около 1554 года занимал должность старосты владимиро-волынского. В результате административной реформы 1565—1566 годов из Луцкого староства было образовано Волынское воеводство. 12 сентября 1566 года князь Александр Чарторыйский был назначен королём Сигизмундом Августом первым воеводой волынским (получил должность за свои и отцовские заслуги).
Александр Чарторыйский активно поддерживал заключение Люблинской унии (1569) между Польским королевством и Великим княжеством Литовским. В 1569 году после заключения Люблинской унии от ВКЛ были отторгнуты и включены в состав Польши Подляшское, Волынское, Киевское и Брацлавское воеводства. После присоединения Волыни к польской короне князь Александр Чарторыйский принес ленную присягу на верность королю польскому Сигизмунду ІІ Августу. Находясь на Люблинском сейме, 25 мая 1569 года получил от польского короля подтвержденный им привилей 1442 года, в котором князья Чарторыйские признавались родственниками Ягеллонами и имели право на использование собственного герба «Погоня». В конце 1569 года составил завещание, отойдя от политических и общественных дел.
В начале 1571 года князь Александр Фёдорович Чарторыйский скончался.

## Имения
"Попис войска литовского 1567 года" характеризует владения князя следующим образом:
"Воевода Волынский. Месяца октебра 11 дня. Князь Александро Чорторыйский, воевода Волынский, при сыну своем князю Михаилу выслал почту з ыменей своих, то есть - с Чорторыйска и з дворца Мстишина в повете Луцком; з ыменья Литовижи и двора Сельца, и з людей манастыря Зементского в повете Володимерском; и з ыменья Стволович в повете Новогрудском; и з ыменья Жодишок в повете Ошменском; а з ыменья Олдова в повете Лидском; с тых всих именей ставил почту коней сто збройно - пнцри, пр., тар., др.; а при том почте ставил его милость драбов пеших 50 з ручницами а з ощепы".

## Семья
Был женат на Магдалене Йовановне Бранкович (Деспотовне) (ум. 1575), от брака с которой имел сына и дочь:
- Михаил Александрович Чарторыйский (? — 1582), князь Чарторыйский (1571—1582), староста житомирский (1574—1582)
- Марина Александровна Чарторыйская (? — 1570), жена воеводы полоцкого и смоленского Андрея Павловича Сапеги (ок. 1560—1621)